# 우주의 역사
우주의 연대기(宇宙年代記, chronology of the universe), 또는 우주의 역사는 대폭발(빅뱅) 우주론에 따라 우주의 역사와 미래(future of an expanding universe)를 설명한다.
우주 존재의 가장 초기 단계는 1년 전에 발생한 것으로 추정되며, 68% 신뢰 수준에서 약 2100만 년의 불확실성이 있다.

## 개요

### 5단계의 연대기

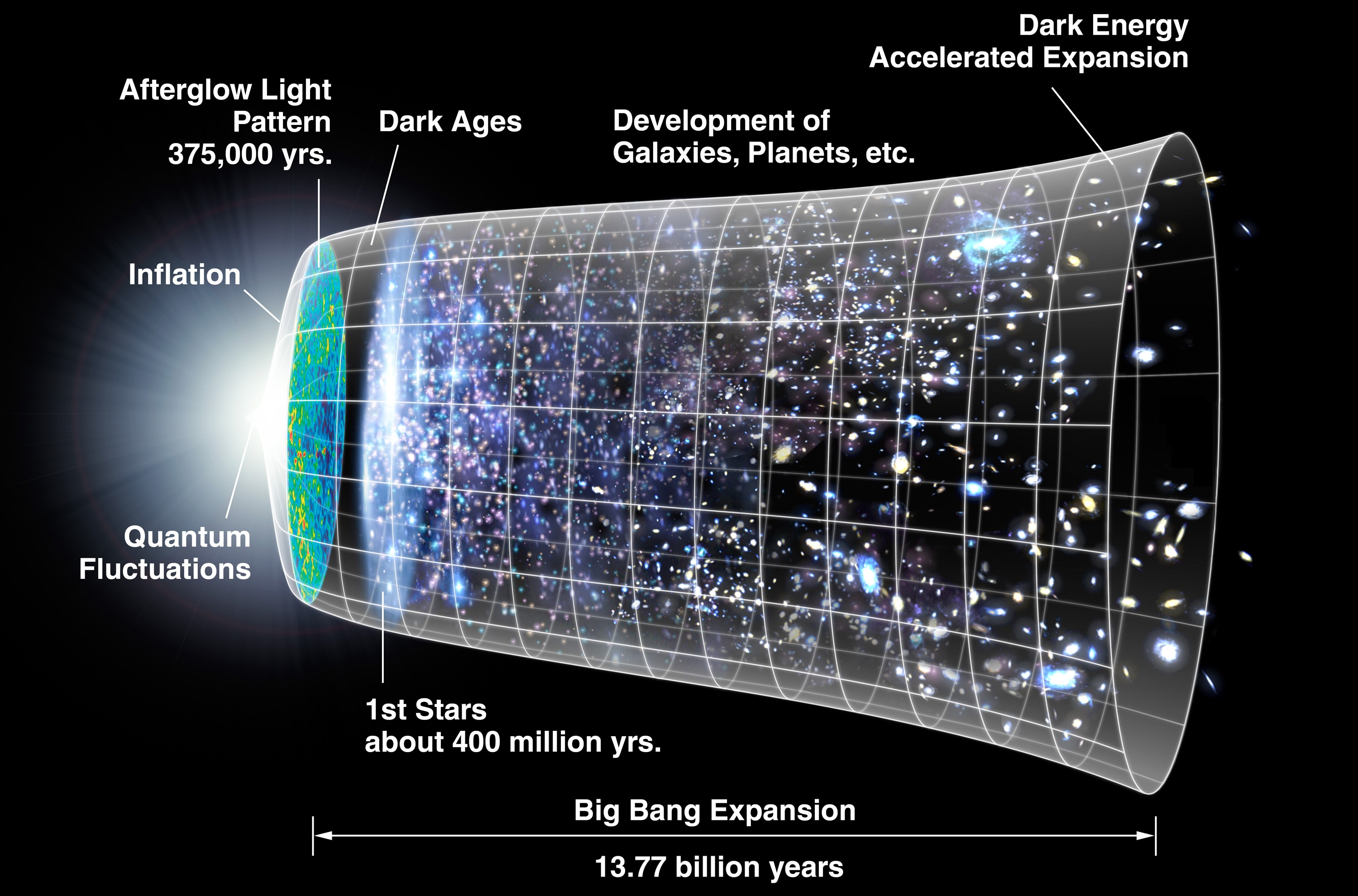
우주(관측 가능한 부분)의 대폭발(왼쪽)에서, 우주 마이크로파 배경(CMB)-기준 잔광, 현재까지의 진화 다이어그램.

이 요약의 목적을 위해서, 기원 이후의 우주 연대기를 다섯 부분들로 나누는 것이 편리하다. 시간이 이 연대기 이전에 존재했는지 여부는 일반적으로 무의미하거나 불분명한 것으로 간주된다:

#### 극초기 우주
우주시의 첫 번째 피코초picosecond (10-12초). 여기에는 현재 확립된 물리 법칙이 적용되지 않을 수 있는 플랑크 시대(Planck epoch)를 포함한다; 네 가지 알려진 기본 상호작용들 또는 힘들의 단계적인 출현-먼저 중력, 나중에 전자기, 약한 그리고 강한 상호작용들; 그리고 우주 자체의 팽창과 또한 우주 급팽창으로 인한 여전히 엄청나게 뜨거운 우주의 과냉각. 
이 단계에서 엄청난 가속팽창을 통해 원자핵보다 작은 공간을 거시적인 크기의 공간으로 키우는 과정에서 미시세계에 숨어있던 급팽창장의 양자요동은 거시세계 물질의 밀도요동으로 바뀐다. 이는 우주의 구조와 그 속 모든 정보의 기원이 된다. 가장 초기 부분은 입자물리학에서는 실제의 실험의 범위를 벗어나지만 극한의 고온에 대한 알려진 물리 법칙의 외삽을 통해 탐색할 수 있다.

#### 초기 우주
이 시기는 약 37만 년 동안 지속되었다. 처음에, 다양한 종류의 아원자 입자가 단계적으로 형성된다. 이 입자에는 거의 같은 양의 물질과 반물질이 포함되어 있으므로, 대부분이 빠르게 쌍소멸되고, 우주에 소량의 초과(excess) 물질을 남긴다.
약 1초경에, 중성미자들이 디커플링된다(neutrinos decouple); 이 중성미자들은 우주 중성미자 배경(CνB)을 형성한다. 만일 원시 블랙홀들이 존재한다면, 역시 우주시 약 1초경에 형성된다. 합성 아원자 입자들이 나타나며-양성자들과 중성자들을 포함하여-약 2분경으로부터, 핵합성에 적합한 조건이 된다: 양성자들의 약 25%와 모든 중성자들은 더 무거운 원소들로 융합되는데, 처음에는 자신이 빠르게 주로 헬륨-4로 융합되는 중수소로.
20분이 지나면, 우주는 더 이상 핵융합을 할 만큼 뜨겁지 않지만, 중성 원자들이 존재하거나 광자들이 멀리 여행하기에는 한참 너무 뜨겁다. 그것은 따라서 불투명한 플라스마이다.
재결합 시대가 약 1만8000년경에 시작되어, 전자들이 헬륨 핵들과 결합하여 He+를 형성한다. 약 4만7000년경에, 우주가 냉각됨에 따라, 우주의 거동은 복사보다는 물질에 의해 지배되기 시작된다. 약 10만 년경, 중성 헬륨 원자들이 형성된 후, 헬륨 수소화물은 첫 번째 분자이다. (훨씬 후에, 수소와 수소화 헬륨 이온이 반응하여 최초의 별(항성)들에 필요한 연료인 수소분자 (H2)를 형성한다.) 약 37만 년 후에, 중성 수소 원자들이 형성을 마치고("재결합"), 그 결과 우주는 더불어 처음으로 투명해졌다. 새로 형성된 원자들-주로 리튬의 흔적들이 있는 수소와 헬륨-은 광자들을 방출하여 가장 낮은 에너지 상태(바닥 상태)에 빠르게 도달하는데("광자 분리"), 이 광자들은 오늘날에도 여전히 우주 마이크로파 배경(CMB)으로 감지될 수 있다. 이것은 현재 우리가 우주에 대해 가지고 있는 가장 오래된 관측이다.

#### 암흑 시대와 거대구조의 출현
37만 년에서 약 10억 년까지. 재결합 및 광자 디커플링(decoupling) 후, 우주는 투명했지만 수소 구름들은 매우 천천히 붕괴되어 별들과 은하들을 형성할 뿐이므로, 새로운 광원들은 없었다. 우주에서 유일한 광자들(전자기 복사 또는 "빛")은 분리 중에 방출되는 광자들(오늘날 우주 마이크로파 배경으로 볼 수 있음)과 때때로 수소 원자들에서 방출되는 21cm 전파 방출이었다. 분리된 광자들은 처음에는 밝은 옅은 주황색 빛으로 우주를 채웠을 것이며, 약 300만년 후에는 점차적으로 보이지 않는 파장으로 적색편이되어, 가시광선이 없게 되었다. 이 기간을 우주 암흑 시대(Dark Ages)라고 한다.
약 2억 ~ 5억 년의 어느 시점에서, 가장 초기 세대의 별들과 은하들이 형성되고(정확한 타이밍은 아직 연구 중임), 또한 우주 전체에 이미 뭉쳐지기 시작한 거품-같은 암흑 물질 은하 필라멘트들에 이끌려, 초기의 거대한 구조들이 점차 나타난다. 가장 초기 세대의 별들은 아직 천문학적으로 관찰되지 않았다. 그것들은 거대하고(태양질량의 100-300배) 비금속성일 수 있으며, 오늘날 우리가 보는 대부분의 별들에 비해 수명이 매우 짧기 때문에, 일반적으로 수소 연료를 모두 태우고 단지 수백만 년 후에 높은 에너지의 쌍불안정성 초신성들로서 폭발한다. 다른 이론에 따르면 작은 별들이 포함되었을 수 있으며, 일부는 오늘날에도 여전히 타오르고 있다고 제안한다. 어느 쪽이든, 이 초기 세대의 초신성들은 오늘날 우리 주변에서 볼 수 있는 대부분의 일상적인 원소들을 만들어냈고, 우주에 그것들로 씨를 뿌렸다.
은하단들과 초은하단들은 시간이 지남에 따라 나타난다. 어떤 시점에서는, 가장 초기의 별들, 왜소은하들, 그리고 아마도 퀘이사들의 고에너지 광자들은 약 2억5000만 년에서 5억 년 사이에 점진적으로 시작하여 약 10억 년 정도(정확한 타이밍은 아직 연구 중임)에 끝나는 재전리 기간에 이른다. 암흑 시대는 우주가 오늘날 우리 주변에서 볼 수 있는 우주로 점차 전환되면서 약 10억 년 만에 완전히 끝났지만, 그러나 거대한 타원은하들과 달리, 더 밀도가 높고, 더 뜨겁고, 별 형성이 더 강렬하며, 또한 더 작은 (특별히 금지되지 않은) 나선은하들과 불규칙은하들이 더 풍부하다.
초기 별들은 관찰되지 않았지만, 일부 은하들은 우주시 약 4억 년(재전리 시작 직후인, 적색편이 z≈11.1에서 GN-z11)부터 관찰되었다. 이것들은 현재 별들과 은하들에 대한 우리의 초기 관측이다. 2021년에 발사된 제임스 웹 우주 망원경은 이것을 z≈20 (우주시 1억8000만 년)으로 되돌리기 위해 의도된 것으로, 최초의 은하들(≈2억7000만년)과 초기 별들(≈1억에서 1억8000만 년)을 보기에 충분하다.

#### 오늘날 보이는대로의 우주
10억 년부터, 약 128억 년 동안, 우주는 오늘날과 매우 유사해 보였고, 미래에도 수십억년 동안 계속해서 매우 유사하게 보일 것이다. 우리은하의 얇은 원반은 약 50억 년(88억 년전)에 형성되기 시작했으며, 태양계는 약 92억년(46억년전)에 형성되었으며, 지구에서 가장 오래된 생명의 흔적들은 약 103억년(35억년전)경에 나타난다.
시간이 지남에 따라 물질이 얇아지면 우주의 팽창을 늦추는 중력의 능력이 감소한다; 대조적으로, 암흑 에너지(가시적 우주 전체를 통한 일정한 스칼라 장으로 믿어짐)는 우주의 팽창을 가속화하는 경향이 있는 일정한 요소이다. 우주의 팽창은 약 50 또는 60억 년 전경 변곡점을 지나, 현대의 "암흑 에너지-지배 시대"에 들어섰으며, 여기서는 우주의 팽창이 현재 감속보다는 가속되고 있다. 현재의 우주는 아주 잘 이해되고 있지만, 우주시 약 1000억 년(약 860억 년 미래)의 시간을 넘어서면, 현재의 지식의 불확실성으로 인해 이 우주가 어떤 경로를 따를지 확신하기 힘들다.

#### 먼 미래와 궁극적 운명
언젠가는 별의 시대(Stelliferous Era)는 더 이상 별이 태어나지 않으면서 끝날 것이고 또한 우주의 팽창은 관측 가능한 우주가 국부 은하에 국한된다는 것을 의미한다. 먼 미래와 우주의 종말에 대한 다양한 시나리오가 있다. 우리의 현재 우주에 대한 더 정확한 지식은 이것들을 더 잘 이해할 수 있게 해줄 것이다.

### 표 요약
참고: 아래 표의 복사 온도는 우주 배경 복사를 나타내며 2.725 K·(1 + z)로 표시된다. 여기서 z는 적색편이이다.
| 시대                                                             | 우주시 | 적색편이    | 복사 온도 (에너지)                  | 설명 |
| ---------------------------------------------------------------- | --- | ----------- | ----------------------------------- | --- |
| 플랑크 시대 (Planck epoch)                                       | < 10−43초 |             | > 1032 K ( > 1019 GeV)              | 플랑크 척도는 현재의 물리적 이론이 적용되지 않을 수 있는 물리적 척도이며 발생한 일을 계산하는 데 사용될 수 없다. 플랑크 시대에 우주론과 물리학은 양자 중력 효과가 지배했다고 가정한다. |
| 대통일 시대 (Grand unification epoch)                            | < 10−36초 |             | > 1029 K ( > 1016 GeV)              | 표준 모형의 세 가지 힘은 여전히 통합되어 있다 (자연이 대통일 이론으로 설명된다고 가정하고, 중력은 포함되지 않음). |
| 급팽창 시대 (Inflationary epoch) 전기약 시대 (Electroweak epoch) | < 10−32초 |             | 1028 K ~ 1022 K (1015 ~ 109 GeV)    | 우주 급팽창은 10-36에서 10-32초 정도의 시간에 걸쳐 1026배만큼 공간을 팽창시킨다. 우주는 약 1027에서 1022켈빈으로 과냉각된다. 강한 상호작용은 전기약 작용으로부터 구별되게 된다. |
| 전기약 시대 (Electroweak epoch) 종료                             | 10−12초 |             | 1015 K (150 GeV)                    | 온도가 150GeV 이하로 떨어지기 전에는, 입자 상호작용의 평균 에너지는 충분히 높기 때문에 W1 W2, W3 및 B 벡터 보손(전자기약 상호작용)과 H+, H−, H0, H0⁎ 스칼라 보손(힉스 상호작용)의 교환으로 설명하는 것이 더 간결하다. 이 그림에서, 힉스 장의 진공기대값은 영이고(그러므로 모든 페르미온들은 질량이 없다), 모든 전기약 보손들은 질량이 없으며(그들은 아직 무거워지기 위해 힉스 장의 한 구성 요소를 포함하지 않았다.), 광자들 (γ)은 아직 존재하지 않는다. (그것들은 상전이 후에 B와 W3 보손들의 선형결합으로 존재하여, γ = B cos θW + W3 sin θW, 여기서 θW 는 와인버그 각이다). 이는 대형 강입자 충돌기에서 직접 관측할 수 있는 가장 높은 에너지들이다. 관측 가능한 우주가 될 당시 공간의 구체 반지름은 약 300광초이다. |
| 쿼크 시대 (Quark epoch)                                          | 10−12초 ~ 10−5초 |             | 1015 K ~ 1012 K (150 GeV ~ 150 MeV) | 표준모형의 힘들은 "저온" 형태로 재구성된다: 힉스와 약전자기 상호작용들은 무거운 힉스 보손 H0, W+, W-로 전달되는 약한 힘 및 Z0 보손과 질량이 없는 광자에 의해 전달되는 전자기력으로 재배열된다. 힉스 장은 진공 기댓값이 영이 아니므로, 페르미온들을 무겁게 만든다. 에너지가 너무 높아 쿼크들이 강입자에 합쳐질 수 없으며, 대신에 쿼크-글루온 플라스마(Quark–gluon plasma)를 형성한다. |
| 강입자 시대 (Hadron epoch)                                       | 10−5초 ~ 1초 |             | 1012 K ~ 1010 K (150 MeV ~ 1 MeV)   | 쿼크들은 강입자들로 묶여져 있다. 초기 단계로부터 약간의 물질-반물질 비대칭(중입자 비대칭)은 반중입자를 제거하는 결과를 초래한다. 0.1초까지, 뮤온들과 파이온들은 열평형 상태에 있으며, 또한 중입자들보다 약 10:1로 더 많다. 이 시대가 끝나갈 무렵에는, 빛에 안정한 중입자들 (양성자들과 중성자들)만 남는다. 경입자들, 양성자들 및 중성자들의 밀도가 충분히 높기 때문에 약한 힘의 작용으로 빠르게 서로 변한다. 중성자의 더 높은 질량으로 인해, 처음에는 1:1이었던 중성자:양성자 비율이 감소하기 시작한다. |
| 중성미자 디커플링 (Neutrino decoupling)                          | 1초 |             | 10 K (1 MeV)                        | 중성미자들은 중입자 물질과의 상호 작용을 중단하고 우주 중성미자 배경을 형성한다. 중성자:양성자 비율은 대략 1:6에서 동결된다. 관측 가능한 우주가 될 공간의 구체는 당시에 반지름이 약 10광년이다. |
| 렙톤 시대 (Lepton epoch)                                         | 1초 ~ 10초 |             | 10 K ~ 109 K (1 MeV ~ 100 keV)      | 렙톤들과 반렙톤들은 열평형 상태를 유지한다 - 광자들의 에너지는 여전히 전자-양전자 쌍들을 생성할 만큼 충분히 높다. |
| 대폭발(빅뱅) 핵합성 (Big Bang nucleosynthesis)                   | 10초 ~ 103초 |             | 109 K ~ 107 K (100 keV ~ 1 keV)     | 양성자들과 중성자들은 원시 원자핵들: 수소와 헬륨-4로 결합된다. 극소량의 중수소, 헬륨-3 및 리튬-7도 형성된다. 이 시대가 끝날 때 관측 가능한 우주가 될 당시 공간의 구체 반지름은 약 300광년이고, 중입자 밀도는 m3당 4g (해수면 공기 밀도의 약 0.3%) 이다 - 그러나, 당시 대부분의 에너지는 전자기 복사 안에 있다. |
| 광자 시대 (Photon epoch)                                         | 10초 ~ 37만 년 |             | 109 K ~ 4000 K (100 keV ~ 0.4 eV)   | 우주는 핵들, 전자들 및 광자들의 플라스마로 구성된다; 온도는 전자-양전자 쌍들(또는 어떤 다른 무거운 입자 쌍들)을 생성하기에는 너무 낮지만 전자들이 핵들에 결합하기에는 너무 높다. |
| 재결합 시대 (Recombination epoch)                                | 18,000년 ~ 37만 년 | 6000 ~ 1100 | 4000 K (0.4 eV)                     | 전자들과 원자핵들은 먼저 중성 원자들을 형성한다. 광자들은 더 이상 물질과 열평형 상태에 있지 않고 우주는 처음으로 투명해진다. 재결합은 약 10만 년 동안 지속되며, 이 기간 동안 우주는 점점 더 광자에게 투명해진다. 우주 마이크로파 배경 복사의 광자는 이 시기에 발생한다. 관측 가능한 우주가 될 당시 우주의 구체 반지름은 약 4200만 광년이다. 이때의 중입자 물질 밀도는 m3 당 약 5억 개의 수소와 헬륨 원자로, 현재보다 약 10억 배 높다. 이 밀도는 10-17 차수 기압에 해당한다. |
| 암흑 시대 (Dark age)                                             | 37만 년 ~ 1억5000만 년 ? (약 10억 년까지는 완전히 종료)                                                                     | 1100 ~ 20   | 4000 K ~ 60 K                       | 재결합과 첫 번째 항성 형성 사이의 시간. 이 시기에 광자의 유일한 원천은 수소선에서 수소가 전파를 방출하는 것이었다. CMB 광자를 빠르게 전파하면서 (약 300만 년 이내) 적외선으로 바뀌었고, 우주는 가시광선이 없었다. |
| 별 형성과 은하 생성 (Star formation and galaxy formation)        | 가장 오래된 은하들: 약 3억–4억 년? (첫번째 별들: 비슷하거나 이전) 현대 은하들: 10억 년 ~ 100억 년 (정확한 타이밍은 연구 중) | 약 20부터   | 약 6만 년부터                       | 알려진 최초의 은하들은 약 3억8천만 년 전에 존재했다. 은하들은 약 10억 년(적색편이 z = 6)에 "원시-은하단(proto-clusters)"으로 합체되고 30억 년(z = 2.1)에 은하단들로 합체되기 시작하며, 약 50억 년(z = 1.2)에 초은하단들로 합체된다. 참조: 은하군 및 성단 목록, 초은하단 목록. |
| 재전리 시대 (Reionization epoch)                                 | 2억 년 ~ 10억 년} (모든 타이밍은 대략적)                                                                                    | 20 ~ 6      | 60 K ~ 19 K                         | 망원경으로 관측할 수 있는 가장 멀리 떨어진 천체들은 이 기간으로 거슬러 올라가는데; 2016년 현재 관측된 가장 멀리 떨어진 은하는 GN-z11로 적색편이 11.09이다. 가장 초기의 "현대적" 종족 I 별들이 이 시기에 형성된다. |
| 현재 시간 (Present time)                                         | 138억 년 | 0           | 2.7 K                               | 현재 관측 가능한 가장 먼 광자들은 CMB 광자들이다. 이들은 반지름이 460억 광년인 구체로부터 도착한다. 그 안의 구체형 부피는 흔히 관측 가능한 우주라고 불린다. |
| 연대기의 대안적인 세분화 (위의 여러 기간과 중복됨)               | |             |                                     | |
| 복사-지배 시대 (Radiation-dominated era)                         | 급팽창(~ 10−32초) 부터 ~ 4만천 년                                                                                           | > 3600      | > 104 K                             | 이 시간 동안 광속으로, 또는 그에 가깝게 움직이는 광자들 및 중성미자들과 같은 질량이 없거나 또는 질량이 거의 없는 상대론적 구성요소들의 에너지 밀도가 물질 밀도와 암흑 에너지를 모두 지배한다. |
| 물질-지배 시대 (Matter-dominated era)                            | 4만7천 년 ~ 98억 년 | 3600 ~ 0.4  | 104 K ~ 4 K                         | 이 시기 동안 물질의 에너지 밀도는 복사 밀도와 암흑 에너지를 모두 지배하므로 공간의 계량(거리 함수) 팽창이 느려진다. |
| 암흑 에너지-지배 시대 (Dark-energy-dominated era)                | > 98억 년 | < 0.4       | < 4 K                               | 물질 밀도가 암흑 에너지 밀도(진공 에너지(vacuum energy_) 아래로 떨어지고 공간의 팽창이 가속화되기 시작한다. 이 시기는 태양계 생성 시기와 생명 진화 역사와 대략 일치한다. |
| 별의 시대 (Stelliferous Era)                                     | 15억 년 ~ 100조 년 | 20 ~ −0.99  | 60 K ~ 0.03 K                       | 종족 III 별들의 첫 번 째형성과 모든 별들이 퇴화한 잔해들의 형태로 남는 모든 별 형성 중단 사이의 시간, |
| 먼 미래 (Far future)                                             | > 100조 년 | < −0.99     | < 0.1 K                             | 마침내 별들은 죽고 별을 대신할 별이 더 적게 태어나면서 우주가 어두워지면서 별의 시대는 끝날 것이다. 다양한 이론이 여러 후속 가능성을 제시한다. 양성자 붕괴를 가정하면 물질은 결국 암흑기로 증발할 수 있다 (열죽음). 대안적으로 우주가 대함몰로 붕괴될 수도 있다. 다른 제안된 종말에는 가짜 진공 파국, 또는 우주의 종말로 가능한 빅 립이 포함된다. |

## 대폭발(빅뱅)
우주론의 표준 모형은 프리드만-르메트르-로버트슨-워커(FLRW) 계량이라고 하는 시공간의 모형을 기반으로 한다. 거리 함수(계량)는 물체 사이의 거리 측정을 제공하며, FLRW 계량은  만일 균질성 및 등방성과 같은 공간의 일부 주요 속성이 사실로 가정되면 아인슈타인 방정식(EFE)의 일반 상대성이론의 정확한 해이다. FLRW 계량은 우주가 대폭발(빅뱅) 이후에 팽창했음을 보여주는 압도적인 다른 증거들과 매우 밀접하게 일치한다.
FLRW 계량 방정식이 우주의 시작까지 거슬러 올라가서도 유효하다고 가정하면 방정식이 우주의 모든 물체 사이의 거리가 영이거나 극도로 작음을 시사하는 지점까지 시간을 거슬러 올라갈 수 있다. (이것은 가능성 중 하나이지만, 빅뱅 당시 우주가 물리적으로 작았다는 것을 반드시 의미하지는 않는다.) 이것은 현재의 모든 물리적 관측과 매우 밀접하게 일치하는 우주 모형을 제공한다. 우주 연대기의 시초의 기간은 "대폭발(빅뱅)"이라고 불린다. 우주론의 표준 모형은 그 순간이 발생한 후에 우주가 물리적으로 어떻게 발전했는지 설명하려고 시도한다.
FLRW 계량의 특이점은 현재 이론들이 대폭발(빅뱅) 자체가 시작될 때 실제로 일어난 일을 설명하기에는 부적절하다는 의미로 해석된다. 양자 중력에 대한 정확한 이론이 그 사건에 대한 더 정확한 설명을 가능하게 할 수 있다고 널리 믿어지고 있지만, 그러한 이론은 아직 개발되지 않았다. 그 순간 이후, FLRW 계량 자체가 시간이 지남에 따라 변경되어 모든 곳에서 결합되지 않은 모든 천체 사이의 거리에 영향을 미치기 때문에 우주 전체의 모든 거리는 (아마도) 영으로부터  증가하기 시작했다. 이러한 이유로, 대폭발은 "모든 곳에서 일어났다"고 말한다.

## 극초기 우주
우주시의 가장 초기에는 에너지와 조건이 너무 극단적이어서 현재의 지식으로는 가능성들만을 제시할 수 있으며, 이는 잘못된 것으로 판명될 수 있다. 한 가지 예를 들자면, 영원한 급팽창(eternal inflation) 이론은 급팽창이 우주 대부분에 걸쳐 영원히 지속되어 "대폭발(빅뱅) 이후 N초"라는 개념을 잘못 정의한다고 제안한다. 따라서 초기 단계는 활발한 연구 영역이며 과학적 지식이 향상됨에 따라 여전히 추측이고 수정될 수 있는 아이디어를 기반으로 한다.
특정 "급팽창 시대"가 약 10−32초 경이라고 강조 표시되지만 관측들과 이론들 모두 대폭발(빅뱅) 이후 우주의 물체 사이의 거리들이 항상 증가하고 있으며, 아직도 (한 때 팽창 속도가 크게 느려지면 은하들와 대부분의 은하단들과 같이 중력에 의해 묶인 물체를 제외하고) 여전히 증가하고 있다고 제안한다. 급팽창 기간은 규모에서 매우 급격한 변화가 발생한 특정 기간을 표시하지만, 그러나 다른 시간에도 동일하게 유지되었음을 의미하지는 않는다. 보다 정확하게는, 급팽창 기간 동안, 팽창은 가속화되었다. 급팽창 이후, 그리고 약 98억 년 동안, 팽창은 훨씬 더 느렸고 시간이 지남에 따라 더 느려졌다 (비록 그것이 결코 역전되지 않았지만). 그것은 약 40억 년 전에 다시 약간 빨라지기 시작했다.

### 플랑크 시대
대폭발(빅뱅)부터 10-43초 까지 (플랑크 시간)
플랑크 시대는 알려진 우주를 시작한 사건 직후의 전통적인 (비-급팽창) 대폭발(빅뱅) 우주론의 시대이다. 이 시대 동안, 우주 내부의 온도와 평균 에너지가 너무 높아 일상적인 아원자 입자가 형성될 수 없었고, 우주를 구성하는 네가지 기본 힘들―중력, 전자기력, 약한 핵력, 그리고 강한 핵력―이 결합되어 하나의 근본적인 힘을 형성했다. 이 온도에서의 물리학은 거의 이해되지 않는다; 다른 가설들은 다른 시나리오들을 제안한다. 기존의 대폭발 우주론은 이 시대 이전에 중력 특이점을 예측했지만, 이 이론은 이 시대에는 양자 효과로 인해  무너질 것으로 생각되는 일반 상대성이론에 의존한다.
우주론의 급팽창의 모형에서는, 급팽창이 끝나기 전의 시간 (빅뱅 후 대략 10-32 초)은 전통적인 대폭발(빅뱅) 우주론에서와 같은 연표를 따르지 않는다. 플랑크 시대의 우주와 물리학을 설명하는 것을 목표로 하는 모형은 일반적으로 추론적이며 "신 물리학(New Physics)"의 범주에 속한다. 그 예들은 하틀-호킹 상태, 끈 이론 풍경(String theory landscape), 끈 가스 우주론, 그리고 에크파이로틱 우주가 포함한다.

### 대통일 시대
대폭발(빅뱅) 후 10-43초에서 10-36초 사이
우주가 팽창하고 냉각되면서, 서로 힘이 분리되는 전이 온도를 넘었다. 이러한 상전이는 일반 물질의 응축 및 동결 상전이와 유사하게 시각화할 수 있다. 특정 온도/에너지에서 물 분자는 거동과 구조를 바꾸고, 또한 완전히 다르게 거동한다. 증기가 물로 변하는 것처럼, 우리 우주의 기본 힘들과 입자들을 정의하는 장도 온도/에너지가 특정 지점 아래로 떨어지면 거동과 구조를 완전히 바꾼다. 이것은 우리가 현재의 우주에서 일반적으로 보는 것보다 훨씬 더 높은 온도에서만 발생하기 때문에, 일상 생활에서는 분명하지 않다.
우주의 기본 힘들에서 이러한 상전이는 "대칭 깨짐(symmetry breaking)"라고 불리는 양자 장의 현상에 의해 발생하는 것으로 믿어진다.
일상 용어로는, 우주가 냉각됨에 따라 우리 주위에 힘들과 입자들을 생성하는 양자 장이 더 낮은 에너지 수준들과 더 높은 수준들의 안정성으로 정착하는 것이 가능해진다. 그렇게 함으로써, 그들은 상호 작용 방식을 완전히 바꾼다. 힘들과 상호작용들은 이러한 장으로 인해 발생하므로 우주는 상전이 위와 아래에서 매우 다르게 행동할 수 있다. 예를 들어, 후기 시대에 하나의 상전이의 한 부작용은 갑자기, 질량이 전혀 없는 많은 입자들이 질량을 얻고(힉스 장과 다르게 상호작용하기 시작한다), 하나의 힘이 두 개의 분리된 힘으로 나타나기 시작한다는 것이다.
이른바 대통일 이론(GUT)으로 자연을 기술한다고 가정하면, 대통일 시대는 중력이 보편적으로 결합된 게이지 힘으로부터 분리될 때, 이러한 종류의 상전이로부터 시작되었다. 이로 인해 두 가지 힘:중력과 전기강 작용(electrostrong interaction)이 지금 존재하게 되었다. 그러한 결합된 힘이 존재했다는 확실한 증거는 아직 없지만 많은 물리학자들은 그렇게 믿고 있다. 이 전기강 상호작용의 물리학은 대통일 이론으로 설명될 것이다.
대통일 시대는 전기강 작용이 차례로 분리됨에 따라, 두 번째 상전이로 끝났고, 강한 상호작용과 전기약 작용이라고 하는 두 개의 개별 상호작용으로 나타나기 시작했다.

### 전기약 시대
대폭발(빅뱅) 후 10–36초(또는 급팽창 종료)에서 10–32초 사이
시대가 어떻게 정의되고 따라야 하는 모형에 따라서, 전기약 시대(electroweak epoch)는 급팽창 시대 이전이나 이후에 시작되는 것으로 간주될 수 있다. 일부 모형들에서는 급팽창 시대를 포함하는 것으로 설명된다. 다른 모형에서는 대략 10–32초에 급팽창 시대가 끝난 후 전기약 시대가 시작된다고 한다.
전통적인 대폭발(빅뱅) 우주론에 따르면, 전기약 시대는 대폭발 후 10–36초에 시작되었으며, 이때 우주의 온도는 전기핵력(electronuclear force)이 두 개의 개별 상호작용, 강한 것과 전기약 작용들로 나타나기 시작하기에 충분히 낮았다(1028K). (전기약 작용도 나중에 분리되어 전자기 상호작용과 약한 상호작용으로 나뉜다.) 전기강 대칭(electrostrong symmetry)이 깨진 정확한 지점은, 추측적이고 아직 불완전한 이론적 지식으로 인해서, 확실하지 않다.

### 급팽창 시대와 급속한 우주 팽창
대폭발(빅뱅) 후 약 10-32초 이전
극초기 우주의 이 시점에서, 공간 내 거리를 정의하는 거리 함수는 공간이 갑자기 매우 빠르게 척도가 변경되어, 초기 우주가 이전 부피의 최소 1078 배(그리고 훨씬 더 많을 수 있음)를 남겼다. 이것은 모든 공간 차원―길이가 1나노미터(10-9m, DNA 분자 너비의 약 절반)인 물체에 해당하는―에서 최소 1026 배의 선형 증가에 해당하며,아주 작은 찰나의 순간에 약 10.6 광년(100조 킬로미터)의 길이로 팽창한다. 이 변화는 급팽창으로 알려져있다.
시공간 내의 빛과 물체는 광속보다 빠르게 이동할 수는 없지만, 이 경우 척도에서 변화한 시공간 자체의 크기와 기하학을 지배하는 것은 계량(거리 함수)이다. 거리 함수에의 변경은 빛의 속도에 의해 제한되지 않는다.
강력한 관측 증거에 근거하여, 그것이 실제로 일어났다는 것이 널리 받아들여지고 있다. 그렇지만, 그것이 발생한 이유는 추측의 문제이다. 왜 그리고 어떻게 발생했는지를 설명하는 모형들이 존재하지만, 어떤 모형이 올바른지는 불확실하다.
더 걸출한 몇몇 모형들에서는, 그것은 대통일 시대를 끝낸 강한 상호작용과 전기약한 상호작용의 분리에 의해 촉발된 것으로 생각된다. 이 상전이의 이론적 산물 중 하나는 인플라톤 장이라고 하는 스칼라 장이었다. 이 장이 우주 전체에서 가장 낮은 에너지 상태로 정착하면서, 엄청난 척력을 발생시켜 공간 자체를 정의하는 거리 함수의 급속한 팽창을 초래했다. 급팽창은 오늘날의 우주가 초기 단계에서 매우 무질서했음에도 불구하고, 어떻게 매우 큰 규모로 극도로 균질하게 (유사한) 끝나게 되었는 설명하는 것을 포함하여, 다른 방법으로는 설명하기 어려운 현재 우주의 몇 가지 관측된 속성들을 설명한다.
공간의 급속한 팽창은 대통일 시대에 남아 있던 기본 입자들이 이제 우주 전체에 아주 얇게 분포되어 있음을 의미한다. 그렇지만, 인플라톤 장의 거대한 퍼텐셜 에너지는 급팽창 시대가 끝날 때 방출되었는데, 이는 인플라통 장이 "재가열"로 알려진, 다른 입자들로 붕괴됨에 따라 발생했다. 이 가열 효과로 인해 우주는 쿼크들, 반쿼크들 및 글루온들의 조밀하고 뜨거운 혼합물로 채워졌다. 다른 모형에서는, 재가열은 종종 전기약 시대의 시작을 표시하는 것으로 간주되며, 또한 따뜻한 급팽창(warm inflation)과 같은 일부 이론들은 재가열 단계를 완전히 회피한다.
대폭발(빅뱅) 이론의 비전통적 버전("급팽창적" 모형으로 알려짐)에서 급팽창은 대폭발 후 대략 10-32초에 해당하는 온도에서 끝났지만, 이것이 급퍙창의 시대가 10-32초 미만으로 지속되었음을 의미하지는 않는다. 관측된 우주의 균질성을 설명하려면 이러한 모형의 지속 시간이 10-32초보다 길어야 한다. 따라서, 인플레이션적 우주론에서 "박뱅 이후" 가장 의미 있는 시점은 급팽창의 끝의 시점이다.
급팽창이 끝난 후에도, 우주는 계속 팽창했지만, 훨씬 느린 속도로 팽창했다. 약 40억년전에 팽창이 점차 다시 가속화되기 시작했다. 이것은 우주의 거대규모 거동에서 암흑 에너지가 우세해지기 때문인 것으로 여겨진다. 오늘날에도 여전히 팽창하고 있다.
2014년 3월 17일 BICEP2 공동 연구의 천체물리학자들은 급팽창 이론에 대한 명확한 실험적 증거로 해석된 B-모드(B-mode 파워 스펙트럼(power spectrum)에서 급팽창 중력파의 탐지를 발표했다. 그헣지만, 2014년 6월 19일에 우주 급팽창 발견을 확인하는 데 대한 신뢰도가 낮아졌음이 보고되었고 마지막으로, 2015년 2월 2일에 BICEP2/Keck과 유럽 우주국의 플랑크 마이크로파 우주 망원경은 의 데이터의 공동 분석은 통계적 "[데이터의] 의미가 너무 낮아 원시 B-모드의 탐지로 해석하기에는 너무 낮으며" 또한 주로 우리 은하의 편광된 먼지에 기인할 수 있다고 결론지었다.

### 초대칭 깨짐 (추론적)
만약 초대칭이 우리 우주의 속성이라면 그것은 1TeV 이상의 에너지로 깨져야한다. 그러면 입자들의 질량과 그 초대칭짝은 더 이상 같지 않을 것이다. 이 매우 높은 에너지는 알려진 입자의 초대칭짝이 관찰되지 않은 이유를 설명할 수 있었다.

## 초기 우주
우주 급팽창이 끝난 후, 우주는 뜨거운 쿼크-글루온 플라즈마(quark–gluon plasma)로 채워져 재가열의 잔해들이 된다. 이 시점부터 초기 우주의 물리학은 훨씬 더 잘 이해되고, 쿼크 시대와 관련된 에너지들은 입자 물리학 실험들 및 기타 검출기들에서 직접 접근할 수 있다.

### 전기약 시대와 초기 열평형화
대폭발(빅뱅) 후 10-22초에서 10-15초 사이 어딘가에서 시작하여 대폭발 후 10-12초까지
급팽창 후 얼마 지나, 생성된 입자들은 상호작용이 열평형으로 이어지는 열평형화(thermalization)를 거쳤다. 우리가 꽤 확신하는 가장 초기 단계는, 대폭발(빅뱅) 후 약 10-15 초 후, 약 1015K의 온도에서 전기약 대칭이 깨지기 전의 시간이다. 전자기적 상호작용과 약한 상호작용은 아직 분리되지 않았으며, 힉스 메커니즘이 아직 작동하지 않았기 때문에, 우리가 아는 한 모든 입자들은 질량이 없었다. 그러나 이국적인 거대한 입자 모양의 존재인, 스팔레론(sphaleron)들이 존재했을 것으로 생각된다.
이 시대는 전기약 대칭이 깨지면서 끝났다; 입자 물리학의 표준 모형에 따르면, 이 단계에서 중입자 생성이 이 단계에서 일어나 (이 모형을 확장하면 더 일찍 발생했을 수 있지만) 물질과 반물질 사이의 불균형을 만든다. 이러한 과정의 세부 사항에 대해서는 알려진 바가 거의 없다.

#### 열평형화
각 입자 종들의 수 밀도는 슈테판-볼츠만 법칙과 유사한 분석에 의해:
{\displaystyle n=2\sigma _{B}T^{3}/ck_{B}\approx 10^{53}m^{-3}},
이것은 대략적으로 바로 {\displaystyle (k_{B}T/\hbar c)^{3}}. 상호작용이 강했기 때문에, 단면 {\displaystyle \sigma }는 대략 입자 파장의 제곱이었고, 그것은 개략 {\displaystyle n^{-2/3}}이다. 따라서 입자 종당 충돌률은 평균자유행로로부터 계산될 수 있으며 대략 다음을 제공한다:
{\displaystyle \sigma \cdot n\cdot c\approx n^{1/3}\cdot c\approx 10^{26}s^{-1}}.
비교를 위해 이 단계에서 우주 상수는 무시할 수 있으므로 허블 매개변수는:
{\displaystyle H\approx {\sqrt {8\pi G\rho /3}}\approx {\sqrt {{\frac {8\pi G}{3c^{2}}}xnk_{B}T}}\approx ~3\cdot 10^{10}s^{-1}} ,
여기서 x ~ 102는 사용 가능한 입자 종들의 수였다.
따라서 H는 입자 종들당 충돌률보다 낮은 차수이다. 이것은 이 단계에서 열평형화를 위한 충분한 시간이 있었다는 것을 의미한다.
이 시대에서 ,충돌률은 수 밀도의 세제곱근, {\displaystyle a^{-1}}에 비례하는데, 여기서 {\displaystyle a}는 척도인자이다. 허블 매개변수는, 그렇지만, {\displaystyle a^{-2}} 에 비례한다. 시간을 거슬러 올라가 더 높은 에너지로 이동하고, 이러한 에너지에서 신 물리학이 없다고 가정하면, 신중한 추정에 따르면 온도가 다음과 같을 때 열화가 처음 가능했다.:
{\displaystyle T_{thermalization}\approx 2.5\cdot 10^{14}GeV\approx 10^{27}K},
대략 빅뱅 후 10−22초에.

### 전기약 대칭 깨짐
대폭발 후 10~12초
우주의 온도가 계속해서 159.5±1.5GeV 아래로 떨어지자 전기약 대칭 깨짐(electroweak symmetry breaking)이 일어났다. 우리가 아는 한, 그것은 우리 우주 형성의 끝에서 두 번째 대칭 깨짐이었고, 마지막 것은 쿼크 섹터의 카이랄 대칭 깨짐(Chiral symmetry breaking)이었다. 여기에는 두 가지 관련 효과가 있다:
1. 힉스 메커니즘을 통해서, 힉스 장과 상호작용하는 더 높은 에너지 준위에서 질량이 없었던 모든 기본 입자들은 무거워진다.
2. 부작용으로서, 약한 핵력과 전자기력, 그리고 각각의 보손들(W와 Z보손들과 광자)이 현재 우주에서 다르게 나타나기 시작한다. 약전기 대칭을 깨기 전에는 이들 보존들이 모두 질량이 없는 입자들였으며 장거리에서 상호 작용했지만, 이 시점에서 W와 Z 보손은 갑자기 무거운 입자들이 되어 원자 크기보다 작은 거리에서만 상호 작용한다. 반면 광자는 질량이 없고 장거리 상호작용으로 남는다.

전기약 대칭이 깨진 후, 우리가 알고 있는 기본 상호작용들―중력, 전자기력, 약한 및 강한 상호작용들―은 모두 현재 형태를 취하고, 기본 입자들은 예상 질량을 갖지만, 우주의 온도는 여전히 너무 높아서 안정을 허용하지 않으므로,  우리가 지금 우주에서 볼 수 있는 많은 입자의 형성에는 양성자들나 중성자들, 그러므로 원자들, 원자 핵들 혹은, 분자들이이 없으므로 원자, 원자핵들 또는 분자들이 없다. (더 정확하게는, 우연히 형성되는 모든 복합 입자들은, 극단적인 에너지로 인해 거의 즉시 다시 깨진다.)

### 쿼크 시대
대폭발(빅뱅) 후 10-12초에서 10-5초 사이
쿼크 시대는 대폭발 후 약 10-12초 후에 시작되었다. 이것은 전기약 대칭 깨짐 직후 초기 우주의 진화 시기였는데, 그때는
이것은 중력, 전자기력, 강한 상호작용 및 약한 상호작용의 근본적인 상호작용들이 현재의 형태를 취했지만, 우주의 온도는 여전히 쿼크가 서로 결합하여 강입자를 형성하도록 허용하기에는 너무 높았다.
쿼크 시대 동안 우주는 쿼크, 렙톤들 및 그 반입자들을 포함하는 조밀하고 뜨거운 쿼크-글루온 플라즈마(quark–gluon plasma)로 채워졌다. 입자들 사이의 충돌은 너무 강력하여 쿼크가 중간자들 또는 중입자들로 결합하도록 허용할 수 없었다.
쿼크 시대는 입자 상호작용들의 평균 에너지가 가장 가벼운 강입자인 파이온의 질량 아래로 떨어졌을 때인, 우주의 나이가 약 10-5초였을 때 끝났다.

#### 중입자 생성
아마도 10-11초 정도
중입자는 3개의 쿼크로 구성된 양성자들 및 중성자들과 같은 아원자 입자들이다. 중입자들와 반중입자들로 알려진 입자는 모두 같은 수로 형성되었을 것으로 예상된다. 그헣지만, 이것이 일어난 것 같지 않고―우리가 아는 한, 우주에는 반중입자들보다 훨씬 더 많은 중입자들이 남아 있었다. 사실, 자연에서는 거의 반중입자들은 관찰되지 않는다. 이것이 어떻게 발생했는지는 분명하지 않다. 이 현상에 대한 설명은 중입자 생성과 관련된 사하로프 조건(Sakharov conditions)이 우주 급팽창이 끝난 후 어느 시점에 충족되었다는 것을 허용해야만 한다. 현재 입자 물리학은 이러한 조건이 충족되는 비대칭을 제안하지만, 이러한 비대칭들은 관측된 우주의 중입자-반중입자 비대칭을 설명하기에는 너무나 작아 보인다.

### 강입자 시대
대폭발(빅뱅) 후 10-5초에서 1초 사이
우주를 구성하는 쿼크-글루온 플라즈마는, 양성자들 및 중성자들과 같은 중입자를 포함한, 강입자들이 형성될 때까지 냉각된다. 처음에는 강입자/반강압자 쌍들이 형성되어 물질과 반물질이 열평형 상태에 있었다. 그렇지만, 우주의 온도가 계속 내려가면서, 새로운 강입자/반강입자 쌍들은 더 이상 생성되지 않고, 새로 형성된 강입자와 반강입자 대부분이 서로 쌍소멸되어, 고에너지 광자들이 생성된다. 비교적 적은 양의 강입자들이 이 시대가 끝났을 때 우주시의 약 1 초경에 남아 있었다.
이론에 따르면 양성자 6개당 약 1개의 중성자가 남아 있으며, 중성자 붕괴로 인해 시간이 지남에 따라 비율이 1:7로 감소한다고 예측한다. 이것은, 나중 단계에서, 중성자들과 일부 양성자들이 융합되어 수소, 중수소라고 하는 수소 동위원소, 헬륨 및 기타 측정할 수 있는 다른 원소를 남겼기 때문에, 정확하다고 믿어진다. 강입자의 1:7 비율은 실제로 초기 및 현재 우주에서 관찰된 원소 비율을 생성할 것이다.

### 중성미자 분리와 우주 중성미자 배경(CνB)
대폭발(빅뱅) 후 약 1초
대폭발(빅뱅) 후 약 1초 후에 중성미자가 디커플링되어 공간을 자유롭게 여행하기 시작한다. 중성미자들은 물질과 거의 상호작용하지 않기 때문에 이러한 중성미자는 오늘날에도 여전히 존재하며, 이는 대폭발 후 약 37만년경, 재결합 중에 방출된 우주 마이크로파 배경과 유사하다. 이 사건의 중성미자들은 매우 낮은 에너지를 가지며, 오늘날 직접 탐지로 가능한 것보다 약 10-10배 작다. 고에너지 중성미자조차도 탐지하기 어렵기로 악명이 높기 때문에, 이 우주 중성미자 배경(CvB)은 몇 년 동안 조금도 직접적으로 자세히 관찰되지 않을 수 있다.
그렇지만, 대폭발(빅뱅) 우주론은 CvB에 대해 많은 예측을 하며, 대폭발 핵합성으로부터 헬륨 존재도의 예측, 그리고 우주 마이크로파 배경(CMB)에서의 비등방성 둘다로부터, CvB가 존재한다는 매우 강력한 간접적 증거가 있다. 이러한 예측 중 하나는 중성미자들이 CMB에 미묘한 흔적을 남길 것이라는 것이다. CMB에 불규칙성이 있다는 것은 잘 알려져 있다. CMB 요동들 중 일부는, 중입자 음향 진동의 영향으로 인해, 대략적으로 규칙적인 간격을 유지했다. 이론상으로, 디커플링된 중성미자들은 다양한 CMB 요동의 위상에 아주 미미한 영향을 미쳤을 것이다.
2015년에는, 이러한 변화가 CMB에서 감지된 것으로 보고되었다. 게다가, 그 요동은 대폭발(빅뱅) 이론에서 예측한 거의 정확한 온도(1.95K의 예측에 비해 1.96±0.02K)의 중성미자, 그리고 표준 모형에서 예측한 정확히 3가지 유형들의 중성미자, 중성미자 맛깔(neutrino flavor)들의 동일한 수에 해당했다.

### 원시 블랙홀의 형성 가능성
대폭발(빅뱅) 후 약 1초 이내에 발생했을 수 있음
원시 블랙홀은 1966년에 제안된 가상의 블랙홀 유형으로, 우주 시간의 1 초 이내에 고밀도와 불균일한 조건으로 인해 소위 복사지배 시대(radiation-dominated era)에 형성되었을 수 있다. 임의의 요동으로 인해 일부 지역은 중력 붕괴를 겪을 만큼 밀도가 높아져, 블랙홀들을 형성할 수 있다. 현재의 이해와 이론들은 이러한 물체의 존재도과 질량에 엄격한 제한을 두고 있다.
전형적으로, 원시 블랙홀 형성은 약 {\displaystyle \delta \rho /\rho \sim 0.1} (10%)의 밀도 대비(우주의 밀도의 지역적 변화)를 필요로 한며, 여기서 {\displaystyle \rho }는 우주의 평균 밀도이다. 초기 우주 동안 재가열, 우주론적 상전이들 그리고 (소위 "하이브리드 급팽창 모형"에서) 액시온 급팽창을 포함하는, 여러 메커니즘들이 이 기준을 충족하는 고밀도의 지역들을 생성할 수 있다. 원시 블랙홀들은 별의 중력 붕괴로 형성되지 않았기 때문에 질량은 별의 질량보다 훨씬 낮을 수 있다(~2×1033g). 스티븐 호킹은 1971년에 원시 블랙홀들의 질량이 10−5g 만큼 작을 수 있다고 계산했다. 그러나 그것들은 어떤 크기도 가질 수 있으므로, 또한 크기가 클 수도 있고, 또한 은하의 형성에 기여했을 수도 있다.

### 렙톤 시대
대폭발(빅뱅) 후 1초에서 10초 사이
대부분의 강입자들과 반강입자들은 강입자 시대가 끝날 때 서로를 쌍소멸시켜, 우주의 질량을 지배하는, 렙톤들(전자, 뮤온들 및 특정 중성미자 들)과 반랩톤들을 남긴다.
렙톤 시대는 이전 강입자 시대와 유사한 경로를 따른다. 처음에는 렙톤들과 반렙톤들이 쌍으로 생성된다. 대폭발(빅뱅) 후 약 10 초 후에 우주의 온도는 새로운 랩톤-반렙톤 쌍이 더 이상 생성되지 않고 대부분의 나머지 렙톤들과 반렙톤들이 서로 빠르게 쌍소멸되고, 고에너지 광자 쌍을 생성하는 지점까지 떨어지고 또한 소멸되지 않은 렙톤들의 작은 잔류물을 남긴다.

### 광자 시대
대폭발(빅뱅) 후 10초에서 37만 년 사이
대부분의 렙톤들와 반렙톤들이 렙톤 시대의 끝에 쌍소멸된 후, 우주의 대부분의 질량-에너지는 광자들의 형태로 남아 있다. (나머지 질량-에너지의 대부분은 중성미자와 다른 상대론적 입자들의 형태이다.) 따라서, 우주의 에너지와 우주의 전반적인 행동은, 광자들에 의해 지배된다. 이러한 광자들은 계속해서 전하를 띤 입자, 즉, 전자들, 양성자들 그리고 (결국) 핵들과 자주 상호작용한다. 그들은 다음의 약 37만 년 동안 계속 그렇게 한다.

### 가벼운 원소의 핵합성
대폭발(빅뱅) 후 2분에서 20분 사이
대폭발(빅뱅) 후 약 2분에서 20분 사이에, 우주의 온도와 압력으로 인해 핵융합이 일어나 수소 이외의 몇 가지 가벼운 원소들의 핵들이 생성된다("대폭발 핵합성"). 양성자들의 약 25%와 모든 중성자들은 융합하여, 수소 동위원소인 중수소를 형성하고, 대부분의 중수소는 빠르게 융합하여 헬륨-4를 형성한다.
원자 핵들은 결합 에너지와 관련하여, 특정 온도 이상에서 쉽게 결합을 해제(분리)한다. 약 2 분부터, 온도가 떨어진다는 것은 중수소가 더 이상 결합을 풀지 않고, 안정하다는 것을 의미하고, 약 3 분부터, 중수소의 융합에 의해 형성된 헬륨과 다른 원소들도 더 이상 결합을 풀지 않고 안정적이다.
짧은 지속 시간과 떨어지는 온도는 가장 간단하고 빠른 핵융합 과정만 일어날 수 있음을 의미한다. 더 무거운 원소의 핵합성은 어렵고 별에서도 수천 년이 걸리기 때문에, 헬륨을 넘어서는 핵들은 극소량만 형성된다. 소량의 삼중수소(또 다른 수소 동위원소)와 베릴륨-7 및 -8이 형성되지만, 이들은 불안정하고 빠르게 다시 손실된다. 지속 시간이 매우 짧기 때문에 소량의 중수소가 융합되지 않은 상태로 남아 있다.
따라서, 대폭발(빅뱅) 핵합성이 끝날 때 생성되는 안정한 핵종은 프로튬(단일 양성자/수소 핵), 중수소, 헬륨-3, 헬륨-4 및 리튬-7뿐이다. 질량 기준으로 결과 물질은 약 75%의 수소 핵, 25%의 헬륨 핵, 그리고 아마도 10-10 질량의 리튬-7이다. 다음으로 생산되는 가장 일반적인 안정 동위원소는 리튬-6, 베릴륨-9, 붕소-11, 탄소, 질소 및 산소("CNO 순환")이지만 이들은 질량 기준으로 1015분의 5내지 30 부분으로 예상되어 본질적으로 감지할 수 없고 무시할 수 있다.
초기 우주의 각 가벼운 원소의 양들은 오래된 은하들에서 추정할 수 있으며 대폭발(빅뱅)에 대한 강력한 증거이다. 예를 들어, 대폭발은 양성자들 7개당 약 1개의 중성자를 생성하여, 모든 핵자들의 25%가 헬륨-4로 융합되도록 해야 하며(16개의 핵자들 중 2개의 양성자와 2개의 중성자), 이것이 우리가 찾은 양인데, 오늘날에는 다른 과정으로 쉽게 설명할 수 있는 것보다 훨씬 더 많다. 유사하게, 중수소는 극도로 쉽게 융합된다; 어떤 대안적인 설명은 중수소가 형성되기 위한 조건이 존재했지만, 중수소의 일부가 융합되지 않고 즉시 헬륨으로 다시 융합되지 않은 상태로 남겨졌음을 설명해야 한다. 어떤 대안은 또한 다양한 가벼운 원소들과 동위원소들의 비율을 설명해야 한다. 리튬-7과 같은, 몇몇 동위 원소는 이론과 다른 양으로 존재하는 것으로 밝혀졌지만, 시간이 지남에 따라, 이러한 차이는 더 나은 관측에 의해서 해결되었다.

### 물질 지배
대폭발(빅뱅) 후 47,000년
지금까지, 우주의 거대규모(large-scale) 역학과 거동은 주로 복사―
광자들 및 중성미자들과 같이, 상대론적으로(광속으로 또는 광속에 가깝게) 움직이는 구성 요소들을 의미함―에 의해서 결정되었다. 우주가 식으면서, 약 47,000년 (적색편이 z = 3600)부터, 우주의 거대규모 거동은 대신 물질이 지배하게 된다. 이것은 물질의 에너지 밀도가 복사 에너지 밀도와 진공 에너지 밀도를 모두 초과하기 시작하기 때문에 발생한다. 약 47,000년 혹은 그 직후에, 비상대론적 물질(원자핵들)과 상대론적 복사(광자들)의 밀도가 같아지게 되며, 형성할 수 있는 가장 작은 구조를 결정하는, 진스 길이가 (중력적 인력과 압력 효과 간의 경쟁으로 인해서) 떨어지기 시작하고, 또한 섭동들은 자유 스트리밍(free streaming) 복사에 의해 소멸되는 대신, 진폭이 증가하기 시작할 수 있다.
ΛCDM 모형에 따르면, 이 단계에서 우주의 물질은 약 84.5%가 차가운 암흑 물질이고 15.5%가 "일반" 물질이다. 암흑 물질이 존재하고 우리 우주를 지배하고 있다는 압도적인 증거가 있지만, 암흑 물질의 정확한 본질이 아직 이해되지 않았기 때문에, 대폭발(빅뱅) 이론은 현재 그 형성의 어떤 단계도 다루지 않는다.
이 시점부터, 그리고 앞으로 수십억 년 동안, 암흑 물질의 존재는 우리 우주의 구조 형성(structure formation)을 가속화한다. 초기 우주에서, 암흑 물질은 중력의 영향으로 거대한 필라멘트들로 점차 모여들며, 복사압에 의해 붕괴가 느려지지 않기 때문에 일반(중입자) 물질보다 빠르게 붕괴한다. 이것은 우주 팽창에 의해 남겨진 우주 밀도의 미세한 불균질성(불규칙성)을 증폭시킨다. 시간이 지남에 따라, 약간 더 고밀도의 지역들은 더 고밀도가 되고, 또한 약간 희박한(더 빈) 지역들은 더 희박해진다. 이러한 암흑 물질의 농축이 존재 때문에, 일반적인 물질은 그렇지 않은 경우보다 결국 더 빨리 함께 모인다.
복사압 없이 빠르게 붕괴되는 암흑 물질의 특성들은, 또한 복사로 에너지를 잃을 수 없다는 것을 의미한다. 입자가 특정 지점을 넘어 고밀도의 구조로 붕괴하려면 에너지를 잃는 것이 필요하다. 따라서, 암흑 물질은 거대하지만 확산된 필라멘트들와 헤일로들로 붕괴되고, 항성들이나 행성들로 붕괴되지는 않는다. 복사에 의해 에너지를 잃을 수 있는 일반 물질은 고밀도의 물체들을 형성하고, 또한 붕괴될 때 성간운들도 형성한다.

### 재결합, 광자 분리 및 우주 마이크로파 배경(CMB)
대폭발(빅뱅) 후 약 37만년경, 두 개의 연결된 사건이 발생했다: 재결합의 종말과 광자 디커플링(photon decoupling)이다. 재결합은 이온화된 입자들이 결합하여 첫 번째 중성 원자들을 형성하는 것을 설명하고, 디커플링은 새로 형성된 원자들이 보다 안정적인 에너지 상태들로 정착할 때 방출되는("디커플된") 광자들을 참조한다.
재결합 직전에, 우주의 중입자 물질은 뜨거운 이온화된 플라즈마를 형성하는 온도에 있었다. 우주에 있는 대부분의 광자들은 전자들 및 양성자들과 상호작용하며, 이온화된 입자와 상호작용하지 않고는 상당한 거리를 이동할 수 없었다. 그 결과, 그 우주는 불투명하거나 "안개가 자욱하게" 되었다. 비록 빛이 있었지만, 볼 수가 없었으며, 우리는 망원경으로 그 빛을 관측할 수도 없다.
약 18,000년경부터 시작하여, 우주는 자유 전자들이 헬륨 핵들과 결합하여 He+ 원자들을 형성할 수 있는 지점까지 냉각되었다. 중성 헬륨 핵들은 약 10만 년에 형성되기 시작하며, 중성 수소 형성은 약 26만 년에 정점에 달한다. 이 과정은 재결합으로 알려져 있다.그 이름은 약간 정확하지 않으며 역사적 이유로 주어졌다: 사실 전자들과 원자핵들은 처음으로 결합하고 있었다.
약 10만 년경에, 우주는 첫 번째 분자인 수소화 헬륨이 형성될 만큼 충분히 냉각되었다. 2019년 4월, 이 분자는 성간 공간에서, 우리 은하 내의 행성상 성운인 NGC 7027에서  관찰되었다고 처음 발표되었다. (훨씬 후에 원자 수소는 수소화 헬륨과 반응하여 항성 형성에 필요한 연료인 분자 수소를 생성했다.)
낮은 에너지 상태(바닥 상태)에서 직접 결합하는 것은 덜 효율적이므로, 이러한 수소 원자들은 일반적으로 여전히 높은 에너지 상태에 있는 전자들과 함께 형성되며, 일단 결합되면, 전자들은 낮은 에너지 상태로 전환할 때 하나 이상의 광자들의 형태로 에너지를 빠르게 방출한다. 이러한 광자들의 방출은 광자 디커플링이라고 알려져 있다. 이러한 디커플된 광자들 중 약간은 다른 수소 원자들에 의해 포획되고, 잔여물들은 자유로 남는다. 재결합이 끝날 때까지, 우주의 대부분의 양성자들은 중성 원자들을 형성했다. 전하를 띤 입자들에서 중성 입자들로의 이러한 변화는 포획 효과가 무한대가 되기 전에 광자가 이동할 수 있는 평균 자유 행로 광자들이 이동할 수 있다는 것을 의미하며, 따라서, 포획되지 않은 어떤 디커플링된 광자들은 장거리를 자유롭게 이동할 수 있음을 의미한다(톰슨 산란Thomson scattering 참조). 우주는 사상 처음으로 가시광선, 전파 및 기타 전자기파에게 투명해졌다.
| 이 상자의 배경은 분리 중에 방출된 광자들이 적색편이되어 우주 마이크로파 배경을 형성하기 전의 원래 4000K 색상에 가깝다. 당시에는 전체 우주가 이와 유사한 색과 4000K의 온도로 밝게 빛나는 안개로서 나타났을 것이다. |

이 새로 형성된 수소 원자에 의해 방출된 광자들은 초기에 약 4000K의 온도/에너지를 가졌다. 이것은 눈에 옅은 노란색/주황색 색조 또는 "부드러운" 흰색으로 보였을 것이다. 디커플링 후 수십억 년에 걸쳐, 우주가 팽창함에 따라 광자들은 가시광선에서 전파(약 2.7K의 온도에 해당하는 마이크로파 복사)로 적색편이되었다. 적색편이는 우주가 수십억 년에 걸쳐 팽창함에 따라 더 긴 파장과 더 낮은 주파수를 획득하는 광자들이 가시광선에서 전파로 점차 변화하는 것을 설명한다. 이 동일한 광자들은 오늘날에도 여전히 전파로 감지될 수 있다. 그것들은 우주 마이크로파 배경을 형성하고, 그리고 초기 우주와 그것이 어떻게 발전했는가에 대한 결정적인 증거를 제공한다.
재결합과 거의 같은 시기에, 전자-중입자 플라즈마내의 기존 압력파―중입자 음향 진동으로 알려진―가 응축되면서 물질의 분포에 포함되어 거대규모 물체의 분포에서 아주 경미한 선호도를 일으켰다. 따라서, 우주 마이크로파 배경은 급팽창(위의 '9년차 WMAP 이미지' 참조) 동안 생성된 작은 요동을 포함하는 이 시대 말의 우주의 그림이며, 또한 우주에서 은하들과 같은 물체의 확산은 시간이 지남에 따라 발전함에 따라 우주의 축척와 크기를 나타낸다.

## 암흑 시대와 거대구조의 출현
대폭발(빅뱅) 이후 37만 ~ 10억 년

### 암흑 시대
재결합과 디커플링 후, 우주는 투명했고 빛이 장거리를 이동할 수 있을 만큼 충분히 냉각되었지만, 별들이나 은하들과 같이 빛-생성 구조들은 없었다. 별들과 은하들은 중력의 작용으로 기체의 고밀도의 영역이 형성될 때 형성되고, 이는 거의 균일한 기체 밀도 내에서 그리고 필요한 규모로는 오랜 시간이 걸리며, 그래서 별들은 재결합 (시기) 후 아마 수억 년 동안은 존재하지 않은 것으로 추정된다.
암흑 시대라고 알려진, 이 기간은, 대폭발(빅뱅) 후 약 37만 년경에 시작되었다. 암흑 시대동안 우주의 온도는 약 4000K에서 약 60K (3727 °C에서 약 -213 °C)로 냉각되었으며, 광자들의 두 가지 소스만 존재했다: 오늘날 우리가 우주 마이크로파 배경(CMB)으로 감지할 수 있는 광자들과 중성 수소 원자에 의해 때때로 방출되는 중성 수소의 21cm 스핀 라인으로 알려진 광자들이다. 수소 스핀 라인은 주파수의 마이크로파 범위에 있으며, 3백만 년 이내에 CMB 광자들은 가시광선에서 적외선으로 적색편이되었다; 그때부터 첫 번째 별들까지, 가시광선 광자들이 없었다. 아마도 드문 통계적 변칙들을 제외하고는, 우주는 참으로 어두웠다.
종족 III의 별로 알려진, 1세대 별들은, 대폭발(빅뱅) 후 수억 년 이내에 형성되었다. 이 별들은 재결합 후 우주에서 가시광선의 첫 번째 원천이었다. 구조들은 약 1억5000만 년 전부터 나타나기 시작했고, 초기 은하들은 약 1억8000만 년에서 7억 년 사이에 나타났을 수 있다. 그들이 출현하면서 암흑 시대는 점차 끝났다. 이 과정이 점진적이었기 때문에, 암흑 시대는 우주가 현재의 모습을 갖추게 되면서, 약 10억 년경에 완전히 끝났다.

#### 별들과 은하들의 가장 오래된 관측
현재, 우리가 관측한 별들과 은하들 중 가장 오래된 것은, 약 z≈11.1 (우주시 약 4억 년)에 있는 GN-z11 (허블 우주 망원경, 2016)과 같은 은하들과 함께하는, 재전리 시작 얼마 후부터이다. 2021년 12월에 발사된 허블의 후속작인 제임스 웹 우주 망원경은 허블보다 최대 100배 더 희미하고, 우주 역사에서 훨씬 더 일찍 적색편이 z≈20 (우주시 약 1억8000만 년)으로 거슬러 올라가는 물체를 감지하도록 설계되었다. 이것은 최초의 은하들보다 더 이른 시기이며 최초의 별들 시대 무렵으로 여겨진다.
원리적으로 초기 우주를 연구하기 위해서는 우주 마이크로파 배경보다 훨씬 더 강력한 도구이기 때문에, 또한 희미한 21cm 스핀 라인 복사를 감지하기 위해 진쟁 중인 관측 노력이 있다.

#### 추측적인 "거주가능 시대"
대폭발(빅뱅) 후 약 1000~1700만 년
약 660만 년 동안, 대폭발(빅뱅) (적색편이 137–100) 후 약 1,000만 년에서 1,700만 년 사이에 배경 온도는 273–373K(0–100 °C)였으며, 이는 액체 물과 일반적인 생물학적 화학 반응에 적합했다. 아브라함 롭Abraham Loeb(2014)은 원칙적으로 원시 생명이 이 기간 동안 나타났을 것이라고 추측했으며, 그는 이 기간을 "초기 우주의 거주 가능 시대"라고 불렀다. 롭은 탄소 기반의 생명체가 나중에 한 초신성에서 탄소를 방출하는 최소한 하나의 거대한 항성을 생성할 만큼 충분히 밀도가 높았고, 또한 행성을 생성할 만큼 밀도가 높았던 초기 우주의 가설상의 주머니에서 진화했을 수 있다고 주장한다. (만약 그런 고밀도의 주머니는, 만일 존재했다면, 극히 드물었을 것이다.) 생명체는 또한 균질한 배경 복사가 아니라, 열 차이(heat differential)가 필요했을 것이다; 이것은 자연적으로 발생하는 지열 에너지에 의해 제공될 수 있다. 그러한 삶은 원시 상태로 남아 있었을 것이다; 거주 가능 시대의 종말에 가설상의 바다가 얼어붙기 전에 지적 생명체가 진화할 충분한 시간을 가졌을 가능성은 거의 없다.

### 가장 초기의 구조들과 별들 출현
대폭발(빅뱅) 후 약 1억5000만 ~ 10억 년
우주의 물질은 약 84.5%가 차가운 암흑 물질이고 15.5%가 "일반" 물질이다. 물질-지배 시대가 시작된 이래, 암흑 물질은 중력의 영향으로 거대한 펼쳐진 (확산) 필라멘트로 점차 모여들고 있다. 일반 물질은, 이러한 암흑 물질의 농축의 존재 때문에, 다른 경우보다 결국 더 빨리 모이게 된다. 또한 광자들이 디커플링될 때 물질의 분포에 포함된 초기의 중입자 음향 진동(BAO)으로 인해 일정한 거리에서가 밀도가 약간 더 높다. 암흑 물질과 달리, 일반 물질은 여러 경로를 통해 에너지를 잃을 수 있으며, 이는 일반 물질은 붕괴하면서, 그렇지 않으면 그것을 별도로 보유할, 에너지를 잃을 수 있으며, 에너지를 더 빨리, 더 밀도가 높은 형태로 붕괴할 수 있다는 것을 의미한다. 일반 물질은 암흑 물질이 밀도가 높은 곳에 모이고, 그 장소들에서, 주로 수소 가스 구름들로 붕괴된다. 이 구름들에서 첫 번째 별들과 은하들이 형성된다. 수많은 은하들이 형성된 곳에서 결국 은하단들과 초은하단들이 생겨날 것이다. 별들이 거의 없는 거대한 공동은 그것들 사이에 형성되며, 어디에 암흑 물질이 덜 흔하게 되었는가를 표시한다.
최초의 별들, 은하들, 초대질량 블랙홀들, 그리고 퀘이사들의 정확한 시기, 그리고 재전리로 알려진 기간의 시작과 종료 시기와 진행은 여전히 활발히 연구되고 있으며, 새로운 발견이 주기적으로 발표되고 있다. 2019년을 기준으로 가장 초기에 확인된 은하는 약 3억8000만 ~ 4억 년(예로서 GN-z11)으로 추정되며, 이는 놀라울 정도로 빠른 가스 구름 응결과 별 탄생률을 제시하며, 또한 라이먼-알파 숲과 고대 천체의 빛에 대한 다른 변화들을 관측은 재전리화와, 그 궁극적 종말의 시기를, 좁힐 수 있다. 그러나 이들은 모두 여전히 활발한 연구 영역이다.
대폭발(빅뱅) 모형의 구조 형성은 중력 붕괴로 인해 계층적으로 진행되며, 큰 구조보다 작은 구조가 먼저 형성된다. 가장 초기에 형성되는 구조는 최초의 별들(종족 III 별들로 알려짐), 왜소은하들 및 퀘이사들(이는 내부로 나선 가스 강착 원반으로 둘러싸인 초대질량 블랙홀을 포함하는, 밝고, 초기 활동은하로 생각됨)이다. 이 시대 이전에 우주의 진화는 선형 우주론적 섭동 이론을 통해 이해될 수 있다: 즉, 모든 구조는 완전한 균질한 우주로부터 작은 일탈로서 이해될 수 있었다. 이것은 계산적으로 상대적으로 연구하기 용이하다. 이 시점에서 비선형 구조가 형성되기 시작하고, 예를 들어, 수십억 개의 입자가 있는 N-바디 시뮬레이션(N-body simulation)을 포함하는, 계산 문제는 훨씬 더 어려워진다. 볼쇼이 우주론 시뮬레이션(Bolshoi Cosmological Simulation)은 이 시대의 고정밀 시뮬레이션이다.
이 종족 III 별들은 또한 대폭발(빅뱅)에서 형성된 소수의 가벼운 원소들(수소, 헬륨 및 소량의 리튬)을 많은 무거운 원소들로 바꾸는 역할을 한다. 그것들은 거대할 수도 있고 작을 수도 있고―비금속일 수도 있다(수소와 헬륨을 제외하고는 원소들이 없음). 더 큰 별들은 오늘날 우리가 보는 대부분의 주계열성들보다 수명이 매우 짧기 때문에, 공통적으로 겨우 수백만 년 후에 수소 연료를 모두 태우고 초신성으로 폭발하여, 우주에 반복되는 세대에 걸쳐 더 무거운 원소들을 뿌린다. 그것들은 별의 시대의 시작을 표시한다.
아직까지는, 종족 III 별들이 발견되지 않았으므로, 그것들의 이해는 별들의 형성과 진화에 대한 계산 모형(computational models)을 기반으로 한다. 다행히도 우주 마이크로파 배경 복사의 관측은 별 형성이 본격적으로 시작된 날짜로 사용할 수 있다. 2016년 플랑크 마이크로파 우주 망원경에 의한 이러한 관측들의 분석은 1세대 별들은 대폭발 후 약 3억 년경부터 형성되었을 수 있다는 결론을 내렸다.
2010년 10월에 발견된 UDFy-38135539는 다음의 재전리 시대에 존재했던 최초의 관측 은하는, 우리에게 이 시간에 대한 창문을 제공한다. 결과적으로, 라이덴 대학의 라이카드 J. 보웬스Rychard J. Bouwens와 UC 천문대/릭 천문대(UC Observatories/Lick Observatory)의 가스 D. 일링워스Garth D. Illingworth는 은하 UDFj-39546284가 대폭발(빅뱅) 후 약 4억8천만 년 또는 132억 년 전 암흑 시대의 중간인 훨씬 더 오래된 것임을 발견했다. 여러 해 전에. 2012년 12월, 재이온화 이전의 첫 번째 후보 은하가 발견되었는데, UDFy-38135539, EGSY8p7 그리고 GN-z11 은하들은 대폭발 후 약 3억8000만 ~ 5억5000만 년경, 134억 년 전 그리고 약 320억 광년(98억 파섹) 거리에서 발견되었다.
퀘이사들은 초기 구조 형성에 대한 몇 가지 추가 증거를 제공한다. 그들의 빛은 탄소, 마그네슘, 철 및 산소와 같은 원소들의 증거를 보여준다. 이것은 퀘이사들은 형성될 즈음에, 이러한 원소들을 생성하기에 충분한 세대의 종족 III 별을 포함하여, 별 형성의 대규모의 단계가 이미 발생했다는 증거이다.

### 재전리
최초의 별들, 왜소은하들 및 퀘이사들이 점차 형성됨에 따라, 이들이 방출하는 강렬한 복사는 주변 우주의 많은 부분을 재전리시킨다; 재결합 및 디커플링 이후 처음으로, 중성 수소 원자들을 자유 전자들와 양성자들의 플라즈마로 다시 분열 시킨다.
재전리는 퀘이사들의 관측들로부터 입증된다. 퀘이사들은 활동 은하의 한 형태로 우주에서 관찰되는 가장 밝은 천체이다. 중성 수소 내의 전자들은, 전자 에너지 준위와 관련되어 라이먼 계열이라고 불리는, 특정 패턴의 자외선 광자들을 흡수한다. 이온화된 수소는 이런 종류의 전자 에너지 준위를 갖지 않는다. 따라서, 이온화된 수소와 중성 수소를 통과하는 빛은 다른 흡수선들을 보인다. 은하간 매질(특히 전자)에서 이온화된 수소는 재결합 전과 마찬가지로 톰슨 산란을 통해 빛을 산란시킬 수 있지만, 우주의 팽창과 가스의 은하단 응집으로 인해 재이온화 시점까지 우주를 완전히 불투명하게 만들기에는 너무 낮은 농도가 되었다. 재전리 동안 존재하는 구조에서 지구에 도달하기까지 빛이 이동한 엄청난 거리(수십억 광년) 때문에 중성 수소에 의한 흡수는 하나의 특정 양이 아닌 다양한 양으로 적색편이되며, 이는 언제 당시의 자외선가 있어났는 가를 나타낸다.  이러한 특징들은 과거의 많은 다른 시간들에서 이온화 상태를 연구하는 것을 가능하게 한다.
재전리는 중성 수소에 의한 흡수선이 드물어지는 전체 은하계 매질이 이온화될 때까지 시간이 지남에 따라 커지는 이온화된 수소의 "거품"으로 시작되었다. 그 흡수는 우주의 일반적인 상태 (은하간 매질(intergalactic medium)) 때문이지 은하들이 다른 고밀도 지역을 통과하기 때문이 아니다. 재전리는 z = 16 (우주시로 2억5000만년)만큼 일찍 일어나기 시작하여 z = 9 또는 10 (5억 년) 정도에 대부분 완료되며, 많은 양의 중성 수소의 존재를 보여주는 건-피터슨 트로프(Gunn-Gunn–Peterson trough)가 사라질 때. 남아있는 중성 수소는 완전히 이온화된다. 은하간 매체는 오늘날까지 주로 이온화된 상태로 남아 있으며, 그 예외는 중성 수소 구름들로 남아 있는데, 그것들은 스펙트럼들에 라이만-알파 숲이 나타나게 한다.
이러한 관측은 재전리가 발생한 기간을 좁혔지만 재전리를 일으킨 광자들의 출처는 아직 완전히 확실하지 않다. 중성 수소를 이온화하기 위해서는 13.6eV 이상의 에너지가 필요하며, 이는 파장 91.2nm 이하의 자외선 광자에 해당하며, 이는 소스가 상당한 양의 자외선 및 더 높은 에너지를 생성했음을 의미한다. 양성자와 전자는 에너지가 지속적으로 제공되지 않으면 재결합하게 되며, 이는 또한 소스의 수와 수명에 한계를 설정한다. 이러한 제약으로 인해 퀘이사와 1세대 항성과 은하가 주요 에너지원이 될 것으로 예상된다. 현재 가장 중요한 후보에서 가장 낮은 것으로 여겨지는 후보로는 현재 종족 III 별(가장 이른 별)(70%), 왜소은하(매우 초기의 작은 고에너지 은하)(30%), 그리고 퀘이사(활동은하핵의 일종)의 기여로 여겨진다.
그러나 이때까지 물질은 우주의 지속적인 팽창으로 인해 훨씬 더 널리 퍼졌다. 중성 수소 원자가 다시 이온화되었지만 플라즈마는 훨씬 더 얇고 확산되었으며 광자가 산란될 가능성이 훨씬 적었다. 재전리되었음에도 불구하고, 우주는 재전리 동안 대체로 투명하게 유지되었다. 우주가 계속 냉각되고 팽창함에 따라 재전리는 점차적으로 끝났다.

### 은하, 은하단 및 초은하단
물질은 계속해서 중력의 영향을 받아 모여 은하계들을 형성한다. 종족 II 별들로 알려진 이 시기의 별들은 이 과정의 초기에 형성되고, 보다 최근의 종족 I 별들은 나중에 형성된다. 중력은 또한 은하들을 점차적으로 끌어당겨 그룹들, 은하단들 및 초은하단들을 형성한다. 허블 울트라 딥 필드 관측은 우주시 8억 년(130억 년 전)에 병합되어 더 큰 은하들을 형성하는 다수의 작은 은하들을 확인했다. (이 추정치는 현재 약간 과장된 것으로 여겨진다.)
마우나 케아에서 10미터 켁 II 망원경을 사용하여 패서디나에 있는 캘리포니아 공과대학의 리처드 엘리스Richard Ellis와 그의 팀은 약 132억 광년 떨어진 6 개의 별 형성 은하를 발견했으며 따라서 우주의 나이가 겨우 5억 살일 때 생성되었다. 이 극도로 초기의 천체 중 현재 알려진 것은 약 10개에 불과하다. 보다 최근의 관측에 따르면 이 연령은 이전에 표시된 것보다 더 짧은 것으로 나타났다. 2016년 10월 현재 관측된 가장 먼 은하인 GN-z11은 시공간 팽창을 통한 광대한 거리 (z = 11.1; 공변거리 320억 광년; 134억 년의 회고 시간(lookback time))인 320억 광년 떨어진 것으로 보고되었다.

## 오늘날 보이는 것과 같은 우주
우주는 수십억 년 동안 지금과 매우 유사하게 나타났으며. 미래에도 수십억 년 동안 계속 비슷하게 보일 것이다.
핵우주연대학(nucleocosmochronology)라는 새로운 과학에 기초하여, 우리은하의 얇은 원반은 88억 ± 17억 년 전에 형성된 것으로 추정된다.

### 암흑 에너지-지배 시대
대폭발 후 약 98억 년 이후
우주시 약 98억 년부터 우주의 대규모 거동은 역사상 세 번째로 점진적으로 변화한 것으로 믿어진다. 그것의 거동은 원래 처음 47,000년 동안 복사(광자들과 중성미자들과 같은 상대론적 구성 요소)에 의해 지배되었으며, 우주 시간의 약 37만 년 이후에는 그 거동이 물질에 의해 지배되었다. 물질-지배 시대 동안, 중력이 초기 외부로의 팽창을 억제함에 따라, 우주의 팽창은  느려지기 시작했다. 그러나 약 98억 년의 우주시부터, 관측들은 우주의 팽창은 천천히 감속하기를 멈추고, 점차 가속하기 시작한다는 것을 보여준다.
정확한 원인은 알려져 있지 않지만, 우주론자 커뮤니티에서는 관측이 정확한 것으로 받아 들여지고 있다. 지금까지 가장 많이 받아들여진 이해는 이것이 "암흑 에너지"라는 이름이 부여된 알려지지 않은 형태의 에너지 때문이라는 것이다. 이 문맥에서 "어둡다"는 것은 그것이 직접적으로 관찰되지 않는다는 것을 의미하지만, 그것의 존재는 그것이 우주에 미치는 중력적 효과를 조사함으로써 추론될 수 있다. 이 암흑 에너지를 이해하기 위한 연구가 진행 중이다: 암흑 에너지는 현재 물리적 우주의 전체 질량-에너지의 약 68.3%를 구성하기 때문에, 우주의 가장 큰 단일 구성 요소로 여겨진다.
암흑 에너지는 한 우주 상수―공간 전체에 존재하는 한 스칼라 장과 같이 작용하는 것으로 믿어진다. 중력과 달리, 그러한 장의 효과는 우주가 성장함에 따라 줄어들지 않는다(또는 천천히 감소할 뿐이다). 물질과 중력은 처음에는 더 큰 영향을 미치지만, 우주가 계속 팽창함에 따라 그 효과는 빠르게 감소한다. 우주가 팽창함에 따라 처음에는 멀어지는 것처럼 보였던, 우주 안의 물체들은, 계속해서 멀어지지만 바깥쪽으로의 움직임은 점차 느려진다. 이 감속 효과는 우주가 더 넓게 펼쳐질수록 작아진다. 결국, 암흑 에너지의 외부로의 그리고 척력적 효과가 중력의 내부로의 인력을 지배하기 시작한다. 우주시 약 98억 년부터 중력의 영향으로 속도가 느려지고 안쪽으로 움직이기 시작하는 대신, 공간의 팽창은 점차 증가하는 속도로 바깥쪽으로 천천히 가속되기 시작한다.

## 먼 미래와 궁극적 운명
우주의 장기적인 진화에 대한 몇 가지 경쟁적 시나리오들이 있다. 그 중 어느 것이 일어날 것인가는, 만일 있다면, 우주 상수, 양성자 붕괴 가능성, 진공 에너지(energy of the vacuum)("빈" 공간("empty" space) 자체를 의미하는), 그리고  표준 모형을 넘어선 자연 법칙과 같은 물리 상수들의 정확한 값에 의존한다.
우주의 팽창이 계속되고 현재의 형태를 유지한다면, 결국 가장 가까운 것들을 제외한 모든 은하들이 우주의 팽창에 의해 우리의 관측 가능한 우주가 우리 자신의 중력으로 묶인 국부 은하단으로 제한될 정도로 빠른 속도로 우리에게서 멀어지게 될 것이다. 아주 장기적으로(수조 년 후, 우주시) 별이 태어나는 것을 멈추고, 가장 장수한 별들조차도 점차적으로 죽기 때문에, 별의 시대가 끝날 것이다. 이 외에도, 우주의 모든 물체는 냉각되고 (양성자들의 가능한 예외와 더불어) 점진적으로 구성 입자로 다시 분해된 다음, 다양한 가능한 과정에 의해서, 아원자 입자, 그리고 매우 낮은-레벨 광자들 및 기타 기본 입자들로 분해된다.
궁극적으로, 극한의 미래에는, 우주의 궁극적인 운명에 대해 다음과 같은 시나리오들이 제안된다:
| 시나리오                         | 시나리오 | 설명 |
| -------------------------------- | --- | --- |
| 열죽음 (Heat Death)              | 팽창이 계속됨에 따라, 우주는 더 커지고, 더 차가워지고, 또한 희석된다; 시간이 지나면, 모든 구조들은 결국 아원자 입자들과 광자들로 분해된다. | 무한히 계속되는 공간의 계량(거리 함수) 확장의 경우, 우주의 에너지 밀도는 101000년으로 추정되는 시간이 지난 후, 열역학적 평형에 도달하고 또한 더 이상 어떤 구조도 가능하지 않을 것이다. 먼저 일부(0.1% 미만) 물질이 블랙홀로 붕괴되어 호킹 복사를 통해 매우 천천히 증발하기 때문에, 이것은 극히 오랜 시간이 지난 후에야 일어날 것이다. 이 시나리오에서 우주는, 별 형성이 중단되는, 약 1014년이나 그 무렵 보다 훨씬 더 일찍 생명체를 지원할 수 없게 될 것이다.:§IID. 일부 대통일 이론에서는, 적어도 1034년 후의 양성자 붕괴는 남아 있는 성간 가스와 별의 잔해들을 렙톱들(양전자들과 전자들과 같은)과 광자들로 변환시킬 것이다. 일부 양전자들과 전자들은 광자들로 재결합한다.:§IV, §VF. 이 경우, 우주는 입자들와 저에너지 복사로 구성된 수조(bath)로 구성된 고엔트로피 상태에 도달했다. 그러나 그것이 결국 열역학적 평형을 달성하는지 여부는 알려져 있지 않다.:§VIB, VID. 보편적인 열사에 대한 가설은 열과 비가역성의 고전 이론(열역학의 처음 두 법칙에 구현됨)을 우주 전체에 외삽한 윌리엄 톰슨(켈빈 경)의 1850년대 아이디어에서 비롯된다. |
| 빅 립 (Big Rip)                  | 공간의 팽창은 가속화되고 어느 시점에는 너무 극단적이 되어 아원자 입자와 시공간의 구조(fabric)조차 떨어져서 존재하지 않게 된다.             | 음압 비율이 -1미만인 우주의 암흑 에너지 함량 값에 대해서는, 우주의 팽창 속도는 제한 없이 계속 증가할 것이다. 은하단들, 은하들, 그리고 궁극적으로 태양계와 같은 중력으로 묶인 시스템들은 분해될 것이다. 결국 팽창은 분자와 원자를 함께 묶는 전자기력을 극복할 정도로 급속할 것이다. 원자핵들조차도 쪼개진다. 마지막으로, 플랑크 규모―현재 "공간"이라는 개념이 의미하는 가장 작은 크기―에서 조차도 힘과 상호 작용은 시공간 자체의 구조가 찢겨지고 또한 우리가 알고 있는 우주는 특이한 종류의 특이점으로 끝날 것이다. |
| 대함몰 (Big Crunch)              | 팽창은 결국 느려지고 멈추고, 그다음 모든 물질이 공통의 중심을 향해 가속하면서 역전된다. 현재로서는 잘못되었을 것으로 간주되고 있다.        | "빅 립" 시나리오와 반대로, 우주의 계량저(거리 함수)적 팽창은 어느 시점에서 역전되고 우주는 뜨겁고, 고밀도의 상태로 수축할 것이다. 이것은 순환 모형(cyclic model)과 같은 진동 우주 시나리오들의 필수 요소이지만, 대함몰이 반드시 진동 우주를 의미하는 것은 아니다. 현재 관측에 따르면 이 우주 모형은 정확하지 않을 것이며, 또한 팽창은 계속되거나 가속화될 것이다. |
| 진공 불안정 (Vacuum instability) | 모든 힘들, 입자들 및 구조들을 뒷받침하는 양자 장들이 다른 형태로 붕괴된다. ........................                                        | 우주론은 전통적으로 안정적이거나 최소한 준안정적인 우주를 가정했지만, 그러나 양자장 이론에서 가짜 진공(false vacuum)의 가능성은 시공간의 어느 지점에서든 우주가 자발적으로 더욱 저에너지 상태(거품 핵생성(Bubble nucleation) 참조)로 붕괴될 수 있음을 의미한다. "참 진공"은 그 지점에서 바깥쪽으로 빛의 속도로 확장된다. 그 효과는 모든 힘들, 입자들 및 구조들을 뒷받침하는 양자 장이 보다 안정적인 형태로 전환된다는 것이다. 새로운 힘들과 입자들은 우리가 아는 현재의 것들을 대체하여, 현재의 모든 입자들, 힘들 및 구조들을 부작용과 더불어 파괴하고 또한 결과적으로 (가능하다면) 다른 입자들, 힘들 및 구조들로 재구성할 것이다. |

이와 같은 극단적인 시간 척도에서는, 수조 년 미만의 시간 척도에서는 보기 힘든, 극히 드문 양자 현상도 발생할 수 있다. 이것들은 또한 더 작은 시간 척도에서는 중요하지 않을 것 같은 우주 상태에 대한 예측할 수 없는 변화로 이어질 수도 있다. 예를 들면, 수백만 조 년의 시간 척도에서 블랙홀은 거의 즉시 증발하는 것처럼 보일 수 있고, 흔하지 않은 양자 터널링 현상이 일반적으로 나타날 수 있으며, 양자 (또는 기타) 현상은 1조 년에 한 번 일어날 것 같지 않은 현상이 여러 번 발생할 수 있다.

## 같이 보기
- 우주의 나이 – 대폭발 이후 경과된 시간
- 우주 달력(Cosmic Calendar) – 우주의 연대기를 시각화하는 방법 – 일 년으로 축척화한 우주의 나이
- 순환 모형(Cyclic model)
- 암흑 에너지-지배 시대(Dark-energy-dominated era)
- 다이슨의 영구 지성(Dyson's eternal intelligence) – 천체 물리학의 가상 개념
- 엔트로피 (시간의 화살)
- 대폭발(빅뱅)에서 열죽음까지 그래픽 연표(Graphical timeline from Big Bang to Heat Death)
- 대폭발(빅뱅)의 그래픽 연표 – 우주를 시작한 사건의 로그 연대기
- 별의 시대의 그래픽 연표(Graphical timeline of the Stelliferous Era)
- 일러스트리스 프로젝트 – 컴퓨터 시뮬레이션 우주
- 물질-지배 시대(Matter-dominated era)
- 복사-지배 시대(Radiation-dominated era)
- 초기 우주의 연표(Timeline of the early universe) – 138억년 전 대폭발 이후의 우주 사건의 연표
- 먼 미래의 연표(Timeline of the far future) – 먼 미래에 대한 과학적 예측
- 우주의 종말 – 우주의 종말에 관한 이론들

## 노트
1. ↑  12 게이지 보손, 2 힉스 섹터 스칼라, 3 왼손 쿼크 x 2 SU(2) 상태 x 3 SU(3) 상태 및 3 왼손 경입자 x 2 SU(2) 상태, 6 오른손 쿼크 x 3 SU(3) 상태와 6개의 오른손잡이 경입자, 스칼라를 제외한 모두는 2 스핀 상태를 가짐

### 참고 문헌
- Adams, Fred C.; Laughlin, Gregory; Graves, Genevieve J. M. (December 2004). "Red Dwarfs and the End of the Main Sequence" (PDF). In García-Segura, G.; Tenorio-Tagle, G.; Franco, J.; et al. (eds.). Gravitational Collapse: From Massive Stars to Planets. First Astrophysics meeting of the Observatorio Astronómico Nacional held in Ensenada, Baja California, Mexico, December 8–12, 2003. Revista Mexicana de Astronomía y Astrofísica, Serie de Conferencias. Vol. 22. Mexico City: Instituto de Astronomía, Universidad Nacional Autónoma de México. pp. 46–49. Archived (PDF) from the original on 11 July 2019. Retrieved 15 Januaryhttps://web.archive.org/web/20190711072446/http://www.astroscu.unam.mx/rmaa/RMxAC..22/PDF/RMxAC..22_adams.pdf 2020.
- Hinshaw, G.; Weiland, J. L.; Hill, R. S.; Odegard, N.; Larson, D.; Bennett, C. L.; Dunkley, J.; Gold, B.; Greason, M. R.; Jarosik, N.; Komatsu, E.; Nolta, M. R.; Page, L.; Spergel, D. N.; Wollack, E.; Halpern, M.; Kogut, A.; Limon, M.; Meyer, S. S.; Tucker, G. S.; Wright, E. L. (1 February 2009). "Five-year Wilkinson microwave anisotropy probe observations: data processing, sky maps, and basic results". The Astrophysical Journal Supplement Series. 180 (2): 225–245. arXiv 0803.0732.
- Gibbons, Gary W.; Hawking, Stephen W.; Siklos, Stephen T.C., eds. (1983). The Very Early Universe: Proceedings of the Nuffield Workshop, Cambridge, 21 June to 9 July, 1982. Cambridge, UK; New York: Cambridge University Press.
- Morison, Ian (2015). A Journey Through the Universe: Gresham Lectures on Astronomy. Cambridge, UK: Cambridge University Press.
- Mukhanov, Viatcheslav (2005). Physical Foundations of Cosmology'". Cambridge, UK: Cambridge University Press.
- Petter, Patrick (2013). Basic Knowledge of Astrophysic: A New Way. Berlin: epubli GmbH.
- Ryden, Barbara Sue (2003). Introduction to Cosmology. San Francisco: Addison-Wesley.
- Ryden, Barbara Sue (13 January 2006). Introduction to Cosmology.
- Ryden, Barbara Sue (2017). Introduction to Cosmology (2nd ed.). New York: Cambridge University Press.
- Tanabashi, M.; et al. (Particle Data Group) (2018). "Review of Particle Physics". Physical Review D. 98 (3): 1–708.
- Wright, Edward L. (2004). "Theoretical Overview of Cosmic Microwave Background Anisotropy". In Freedman, Wendy L. (ed.). Measuring and Modeling the Universe. Carnegie Observatories Astrophysics Series. Vol. 2. Cambridge, UK: Cambridge University Press. p. 291. arXiv:astro-ph/0305591.
- Zeilik, Michael; Gregory, Stephen A. (1998). Introductory Astronomy & Astrophysics. Saunders Golden Sunburst Series (4th ed.). Fresno, CA: Thomson Learning.